# Via Triunfal
Via Triunfal (em latim: Via Triumphalis) era uma via romana situada em Roma que era comumente utilizada durante os triunfos. Ela corria a norte da Ponte Neroniana através do Prati di Castello, ascendendo a encosta sul do Monte Mário à direita da via moderna, e finalmente juntando-se à Via Clódia em La Giustiniana, ca. 11 quilômetros de Roma. A Via Triunfal estava sob jurisdição dos mesmos curadores da Via Aurélia, mas a origem de seu nome é desconhecido. Extensos campos de tijolo que ainda estão em uso existiam em seu lado esquerdo.